# Dubielewo (województwo kujawsko-pomorskie)
Dubielewo – osada w Polsce, położona w województwie kujawsko-pomorskim, w powiecie włocławskim, w gminie Brześć Kujawski.
Niegdyś część dóbr Brzezie, należących do Kronenbergów.
W latach 1975–1998 miejscowość administracyjnie należała do województwa włocławskiego.